# Garrison H. Davidson

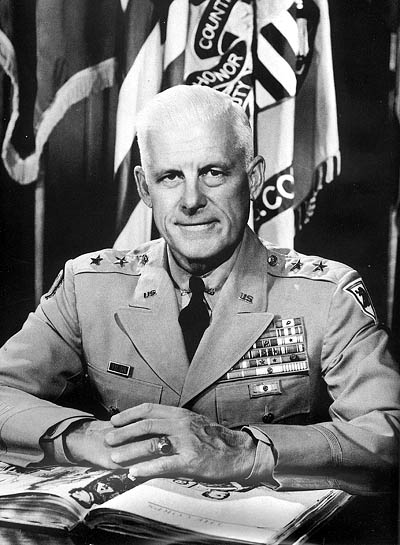
Garrison H. Davidson als Generalmajor (1956)

Garrison Holt Davidson (* 24. April 1904 in der Bronx, New York City; † 25. Dezember 1992 in Oakland, Kalifornien) war ein Generalleutnant der United States Army, der 1954–1956 Kommandeur des Command and General Staff College in Fort Leavenworth, 1956–1960 Superintendent der United States Military Academy in West Point (New York), 1960–1962 Kommandierender General der Seventh United States Army sowie zuletzt 1962–1964 Kommandierender General der First United States Army war.

## Leben

### Offiziersausbildung und Zweiter Weltkrieg

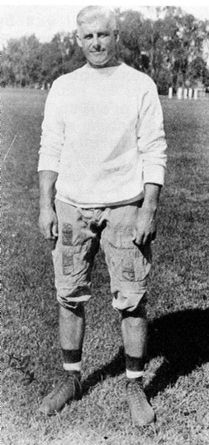
Davidson als Trainer der Army Black Knights (1933)

Garrison Holt Davidson, Sohn eines Offiziers der Nationalgarde der Vereinigten Staaten, begann nach dem Besuch der Stuyvesant High School 1923 eine Offiziersausbildung an der United States Military Academy in West Point (New York), die er 1927 abschloss. Im Anschluss trat er als Leutnant in das Ingenieurkorps USACE (United States Army Corps of Engineers) der United States Army ein und wurde zum 1. Ingenieurregiment (1st Engineer Regiment) in Fort DuPont abkommandiert. 1930 wurde er Sportlehrer und Assistenztrainer der Army Black Knights, der Football-Mannschaft der US Military Academy, deren jüngster Cheftrainer er als Nachfolger von Ralph Sasse 1933 wurde. Er blieb Cheftrainer bis zu seiner Ablösung durch William H. Wood 1937 und erreichte dabei 35 Siege bei 11 Niederlagen und 1 Unentschieden der Football-Mannschaft. Im Anschluss war er 1938–1940 Kompaniechef im auf Hawaii stationierten 3. Ingenieurregiment (3rd Engineer Regiment), ehe er 1940 Ingenieur des Militärflughafens Hamilton Army Airfield bei Novato wurde. Zu Beginn seiner Tätigkeit wurde dieser mit Bombern ausgestattete Heeresfliegerstützpunkt durch drei Geschwader mit jeweils zwei Staffeln mit Curtiss P-40 „Warhawk“ und Curtiss P-36 „Hawk“-Jagdflugzeugen erweitert.
Nach dem Angriff auf Pearl Harbor am 7. Dezember 1941 und dem Eintritt der Vereinigten Staaten in den Zweiten Weltkrieg am darauf folgenden 8. Dezember 1941 wurde Davidson am 1. Februar 1942 zum Oberstleutnant befördert und im Anschluss im Büro des Chefingenieurs des Heeres (Office of the Chief of Engineers) im Februar 1941 Assistent des Leiters der dortigen Bauabteilung, Oberst Leslie R. Groves, mit dem er am Bau des US-Verteidigungsministeriums, dem Pentagon, arbeitete. Anschließend wurde er im September 1942 nach Nordafrika versetzt, wo er zunächst als Assistent des Chefingenieurs sowie nach seiner Beförderung zum Oberst am 12. Oktober 1942 ab dem 23. Oktober 1942 als Chefingenieur der Westlichen Einsatztruppe (Western Task Force) am Afrikafeldzug und unter dem Kommando von General George S. Patton am 8. November 1942 an der Operation Torch teilnahm, der britisch-amerikanischen Invasion Französisch-Nordafrikas. Für seine dortigen Leistungen erhielt er 1943 den Legion of Merit. Er war im Anschluss zwischen dem 11. Juli 1943 und dem 15. August 1945 unter den Generalen George S. Patton, Mark W. Clark und zuletzt Alexander M. Patch Chef-Ingenieuroffizier der Siebten US-Armee (Seventh US Army). Für seine Verdienste bei der Ermöglichung des schnellen Vordringen der Panzertruppen Pattons in feindliches Gebiet wurde er am 23. September 1943 mit 39 Jahren zu einem der jüngsten Brigadegenerale befördert, wobei Patton bei dieser Beförderung auf dem Schlachtfeld einen seiner eigenen Generalssterne benutzte. In der Folgezeit war er an der Planung und Durchführung der Operation Dragoon (15. August bis 12. September 1944) beteiligt, der Landung zweier Armeen der Anti-Hitler-Koalition an der französischen Côte d’Azur zwischen Toulon und Cannes und Vertreibung der Wehrmacht aus Südfrankreich. Für seine Verdienste wurde ihm 1944 die Army Distinguished Service Medal verliehen.

### Nachkriegszeit und Koreakrieg

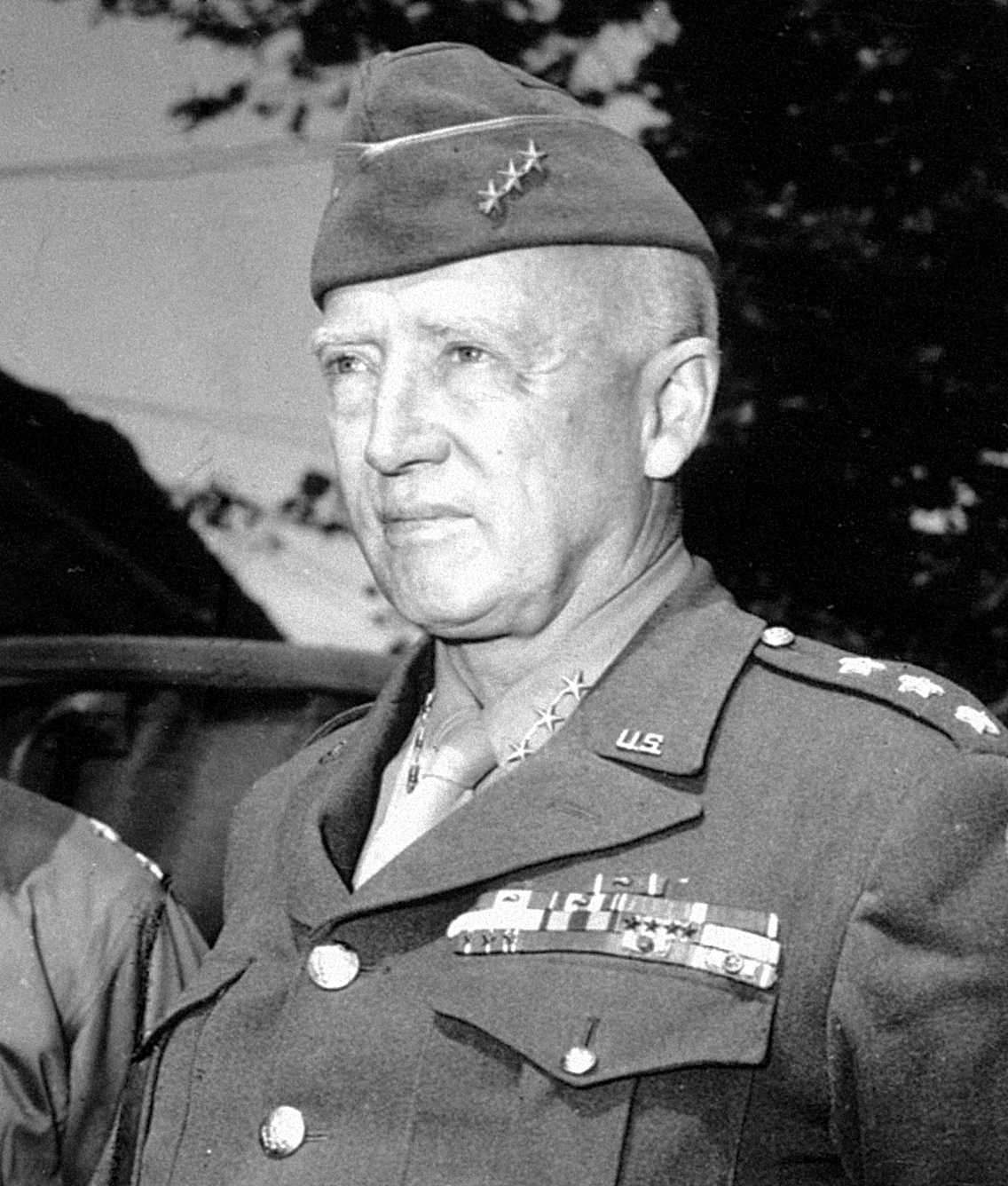
General George S. Patton beförderte Garrison H. Davidson am 23. September 1943 mit 39 Jahren zu einem der jüngsten Brigadegenerale, wobei Patton bei dieser Beförderung auf dem Schlachtfeld einen seiner eigenen Generalssterne benutzte

Garrison H. Davidson verblieb auf dem Posten des Chef-Ingenieurs der Siebten US-Armee bis zum 16. August 1945 und war anschließend bis zum 18. Februar 1946 Chef-Ingenieur der in Deutschland stationierten 15. US-Armee (Fifteenth US Army). Zugleich fungierte er als Präsident des ersten Nürnberger Kriegsverbrechertribunals für militärische Angeklagte. Nachdem er zwischen dem 19. Februar und dem 6. März 1946 kurzzeitig Ingenieur der Heeresbodentruppen (Army Ground Forces), war er im Anschluss von März 1946 bis September 1947 Chefingenieur der Sechsten US-Armee (Sixth US Army). Danach übernahm er im September 1947 den Posten als Chef des Stabes der Sechsten US-Armee im Hauptquartier im Presidio von San Francisco und behielt diesen Posten unter den Kommandierenden Generalen Mark W. Clark und Albert Wedemeyer bis August 1950.
Im Juli 1950 wurde Davidson nach Beginn des Koreakrieges nach Südkorea zum Kommandierenden General der Achten US-Armee (Eighth US Army), Generalleutnant Walton Walker abgeordnet, der im Zweiten Weltkrieg ebenfalls unter Patton gedient hatte. Walker beauftragte Davidson mit dem Bau einer Verteidigungslinie zum Schutz des Busan-Perimeters. Beim Bau dieser sogenannten „Davidson-Linie“ musste er sein jedoch professionelles Urteilsvermögen zurückstellen, um die Linie nach den Vorlieben von General Douglas MacArthur und Generalleutnant Walker zu konstruieren, wobei er Verteidigungsfähigkeit und gute interne Kommunikation aus dem Weg räumte. Nach der Zurückschlagung eines ersten Vorstoßes der nordkoreanischen Volksarmee wurde er im August 1950 Assistierender Kommandeur der 24. Infanteriedivision (24th Infantry Division), der sogenannten „Victory Division“. Davidson wiederholte seine Bemühungen, vor der Schlacht um den Busan-Perimeter (4. August bis 15. September 1950) den Busan-Perimeter zu verstärken. Anschließend leitete er die nach ihm benannte „Task Force Davidson“, die aus dem Perimeter ausbrach, um sich mit den US-Streitkräften während der Operation Chromite (15. bis 28. September 1950), der Landung von Incheon, zusammenzuschließen. Anschließend war er zwischen Februar und Mai 1951 als Chefingenieur der Achten US-Armee nördlich von Seoul für den Bau von Befestigungsanlagen zuständig, ehe er danach von Mai bis Juli 1951 noch kommissarischer Leiter der Militärischen Unterstützungs- und Beratungsgruppe in Korea (Military Assistance Advisory Group to Korea) war. Für seine Verdienste während des Koreakrieges wurde ihm am 9. August 1951 abermals die Army Distinguished Service Medal sowie der Silver Star verliehen.

### Kommandant des CGSC und Superintendent der USMA
Nach seiner Rückkehr in die USA war er zwischen Juli 1951 und Juli 1954 zunächst Vertreter des Heeres in der Bewertungsgruppe für Waffensysteme (Weapons Systems Evaluation Group) im Büro des US-Verteidigungsministers. In den darauf folgenden sechs Jahren spielte Garrison H. Davidson dann eine herausragende Rolle bei der Ausbildung von Offiziers in der Zeit des Kalten Krieges sowie im Atomzeitalter. Zunächst wurde Generalmajor Garrison im Juli 1954 Nachfolger von Generalmajor Henry I. Hodes als Kommandant des Command and General Staff College (CGSC) in Fort Leavenworth. Er verblieb auf diesem Posten bis Juli 1956 und wurde daraufhin von Generalmajor Lionel C. McGarr abgelöst.
Anschließend kehrte Davidson nach West Point zurück und war dort als Nachfolger von Generalleutnant Blackshear M. Bryan vom 15. Juli 1956 bis zu seiner Ablösung durch Generalleutnant William Westmoreland am 1. Juli 1960 Superintendent der US Military Academy. Dort setzte er sich weitgehend gegen stark traditionalistische Ansichten durch, durchbrach Grenzen und leitete einen Prozess der Überarbeitung und Modernisierung des Lehrprogramms der Akademie ein, das seit Sylvanus Thayer, dem legendären Superintendenten der Akademie zwischen 1817 und 1833, kaum verändert worden war. Die Dynamik seiner Reformen setzte sich durch die Oberaufsicht seines Nachfolgers William Westmoreland bis in die 1970er Jahre fort. Während dieser Verwendung wurde er 1957 selbst zum Generalleutnant befördert.

### Kommandierender General der Siebten und Ersten US-Armee
Im Anschluss löste Generalleutnant Garrison H. Davidson am 1. Juli 1960 Generalleutnant John C. Oakes als Kommandierender General der Siebten US-Armee (Seventh US Army) ab, die während des Kalten Krieges in der Bundesrepublik Deutschland stationiert war. In seine Dienstzeit fiel am 13. August 1961 der Bau der Berliner Mauer, so dass er im Falle eines bewaffneten Konflikts eine US-amerikanische Militärintervention kommandiert hätte. Er verblieb in dieser Funktion bis zum 30. März 1962, woraufhin Generalleutnant Francis William Farrell seine dortige Nachfolge antrat.
Zuletzt wurde Davidson am 1. April 1962 Nachfolger von Generalleutnant Edward J. O’Neill als Kommandierender General der Ersten US-Armee (First US Army). Diesen Kommandeursposten hatte er bis zu seinem Eintritt in den Ruhestand am 30. April 1964 inne, woraufhin Generalleutnant Robert W. Porter, Jr. seine Nachfolge antrat. Zugleich war er zwischen 1962 und 1964 Standortkommandant von Fort Jay auf Governors Island in der Upper New York Bay. Er vertrat die Vereinigten Staaten zudem im Militärischen Stabsausschuss der Vereinten Nationen. Am 30. April 1964 schied er nach 37 Dienstjahren aus dem aktiven Militärdienst. Am 29. Mai 1964 wurde ihm zum dritten Mal die Army Distinguished Service Medal verliehen. 1983 wurde er von US-Präsident Ronald Reagan zum Mitglied des Aufsichtsrates (Board of Visitors) der US Military Academy ernannt und gehörte diesem Gremium bis 1985 an.
Garrison Holt Davidson war von 1934 bis zu seinem Tode am 25. Dezember 1992 mit Verone Gruenther Davidson verheiratet, einer Schwester des späteren Supreme Allied Commander Europe der NATO und Kommandeur des US European Command, General Alfred Gruenther. Aus dieser Ehe gingen drei Söhne und drei Töchter hervor. Nach seinem Tode wurde er auf dem Friedhof der United States Military Academy bestattet.

## Auszeichnungen
Auswahl der Dekorationen, sortiert in Anlehnung an die Order of Precedence of Military Awards:
- Army Distinguished Service Medal (3×)
- Silver Star
- Legion of Merit
- Bronze Star